# Broken Sword: The Shadow of the Templars
Broken Sword: The Shadow of the Templars är ett datorspel av typen äventyr/strategi som ingår i spelserien Broken Sword.

## Handling
Spelet utspelar sig någon gång i slutet av 1990-talet och handlar om amerikanen George Stobbart. George är en helt vanlig kille och är någonstans mellan 25 och 30 år gammal. Han befinner sig i Paris på semester, det är sensommar och de första höstlöven börjar falla. I spelets introduktion sitter George utanför ett av den franska huvudstadens otaliga caféer och avnjuter en vanlig kopp kaffe. Plötsligt upptäcker han en man i clownkläder som beger sig in i caféet. Någon minut senare kommer samma person rusande tillbaks ut på gatan och försvinner in på någon sidogata. George hinner knappt reflektera över vad som hänt förrän ett öronbedövande dån vibrerar i luften. När George vaknar finner han sig liggande på gatan, täckt av ett caféparaply. Han går in i caféet och upptäcker till sin förskräckelse att en medelålders man, som satt därinne, ligger död.
Polisen är snart på plats och George får lämna sitt vittnesmål. De uppmanar honom att försöka glömma incidenten och fortsätta njuta av semestern, men han kan inte glömma den döde mannens stirrande blick. Till råga på allt träffar han en attraktiv fransyska, Nicole Collard, som verkar veta mer om mordet. Hon är frilansande fotojournalist, fattig, och letar efter ett genombrott. Hon ser intressanta likheter i det aktuella fallet med två andra mord, ett i Italien och ett i Japan. Tillsammans med Nicole börjar George nysta i fallet. På sin resa besöker George en mängd olika platser: Irland, Spanien, Syrien och Skottland, utöver Paris, där huvuddelen av historien utspelar sig. George möter en allsköns mängd karaktärer, och besöker miljöer som sjukhus, kaféer, katakomber, kyrkor, marknader, museer osv.
Så småningom måste radarparet också börja gräva i historien, och de anlitar då den historiestuderande André Lobinau, som också är en återkommande karaktär i serien. Här avslöjas historien kring Tempelherreorden, den kristna militära styrka som efter korstågen på 1100-talet bland annat fick i uppgift att försvara de kristna pilgrimerna och säkra tillgången till de heliga platserna. I likhet med Da Vinci-koden beger sig Broken Sword här in i mytologins förlovade land, och man spekulerar bland annat om sanningen kring den beryktade skatt som skall ha försvunnit då Tempelherreorden upplöstes på 1300-talet.